# Glenne (rivière)
La Glenne est une rivière allemande de 17 km de long qui coule dans le land de Rhénanie-du-Nord-Westphalie. Elle est un affluent de la Möhne et donc un sous-affluent du Rhin.